# Milánó–Verona nagysebességű vasútvonal
A Milánó–Verona-vasútvonal egy építés alatt álló, normál nyomtávolságú, 3 kV egyenárammal (Milánó és  Bivio Casirate között) és 25 kV 50 Hz váltakozó árammal (Bivio Casirate és Brescia között) villamosított, kétvágányú, 165 km hosszúságú nagysebességű vasútvonal Olaszországban Milánó és Verona között. Része a Transzeurópai közlekedési hálózatnak. Ha elkészül, kiváltja a Milánó–Velence-vasútvonal távolsági személyforgalmát.
A Treviglio-Brescia közötti szakasz tesztelése 2016 augusztusában kezdődött.